# Globales Emissions-Modell Integrierter Systeme
Das Globale Emissions-Modell integrierter Systeme (GEMIS) ist ein frei verfügbares Computermodell mit integrierter Datenbank zur Lebensweg- und Ökobilanzierung und Stoffstromanalyse sowie den CO2-Fußabdruck für Energie-, Stoff- und Verkehrssysteme. GEMIS läuft unter Windows-Betriebssystemen. 
GEMIS wurde vom Öko-Institut entwickelt und entstand in der ersten Version im Jahr 1989 mit Förderung durch das Hessische Umwelt- und Wirtschaftsministerium. Seitdem wird es mit Förderung durch u. a. das Bundesministerium für Umwelt, das Bundesministerium für Forschung sowie das Umweltbundesamt, die GIZ, die EEA und EU-Projekte kontinuierlich aktualisiert und erweitert. 
Im April 2012 ging GEMIS an das Internationale Institut für Nachhaltigkeitsanalysen und -strategien (IINAS) über, das die weitere Entwicklung und Datenpflege übernimmt. 
GEMIS wird in über 30 Ländern zur Umwelt- und Kostenanalyse verwendet und hat etwa 2.000 Nutzer. 
Daten aus GEMIS macht die vom Umweltbundesamt betriebene webbasierte Datenbank ProBas (Prozessorientierte Basisdaten für Umweltmanagementsysteme) direkt verfügbar, das heißt die Lebenswegdaten lassen sich direkt in einem Webbrowser anzeigen.